# Opern-Maskenball-Quadrille
Die Opern-Maskenball-Quadrille ist eine Quadrille von Johann Strauss (Sohn) (op. 384). Sie  wurde am 22. Februar 1879 im Redouten-Saal der Wiener Hofburg unter der Leitung von Eduard Strauß erstmals aufgeführt.

## Einzelnachweis
1. ↑  Quelle: Englische Version des Booklets (Seite 89) in der 52 CDs umfassenden Gesamtausgabe der Orchesterwerke von Johann Strauß (Sohn), Hrsg. Naxos (Label). Das Werk ist als achter Titel auf der 33. CD zu hören.